# Chartreuse de la Celle-Roubaud
La chartreuse de la Celle-Roubaud était un ancien monastère de moniales appartenant à l'ordre des Chartreux, située   sur la commune des Arcs dans le Var.

## Histoire
Le site a été successivement occupé par un ermite, une communauté bénédictine issue de ses disciples, les Templiers, et enfin un prieuré des bénédictines de Sourribes. Indie, abbesse du monastère de Sourribes, avec l'approbation d'Othon, évêque de Gap, le donne aux moniales chartreuses de Bertaud en 1260. Les dons de la famille de Villeneuve permettent la nouvelle fondation. 
En 1320, le monastère doit sa restauration à Helion de Villeneuve, grand-maître des chevaliers de Saint-Jean-de-Jérusalem, et frère de sainte Roseline de Villeneuve, la seconde prieure. 
En 1323, le pape Jean XXII décrète l'adjonction, à cette maison, des revenus du prieuré de Saint-Martin. La fin du XIVe siècle et la première moitié du XVe siècle voient le relâchement progressif de la discipline. En 1420, le chapitre général abandonne la maison. ses biens sont donnés, en 1448, à la chartreuse de Durbon. Après des essais de survie, les moniales sont sécularisées en 1499. 
En 1504, la famille de Villeneuve y installe un couvent de franciscains, qui l’occupent jusqu’à la Révolution.

## Prieures
- 1261-1300 : Diane de Villeneuve († 1300), Jeanne en religion, venant de Bertaud, première prieure.
- 1300-1329 : Roseline de Villeneuve († 1329), nièce de la précédente.